# Andrena vandykei
Andrena vandykei là một loài Hymenoptera trong họ Andrenidae. Loài này được Cockerell mô tả khoa học năm 1936.